# Musée historique de Bani Walid
Le Musée historique de Bani Walid est un petit musée situé à Bani Walid, en Libye. Il a été dévasté lors des troubles de 2011 et 2012 qui ont suivi la chute de Mouammar Kadhafi. Il semble aux mains des extrémistes de DAESH en juin 2015.

## Collections
Le musée contenait des éléments des sites archéologiques des environs de la ville, dont Ghirza.